# Wieronika Andrusienko
Wieronika Andriejewna Andrusienko, z domu Popowa (ros. Вероника Андреевна Андрусенко; ur. 20 stycznia 1991 w Michajłowce) – rosyjska pływaczka specjalizująca się w stylu dowolnym.
Złota i brązowa medalistka mistrzostw Europy na krótkim basenie w Chartres w 2012 roku na dystansie 100 i 200 m oraz srebrna w sztafecie mieszanej 4 × 50 m stylem dowolnym.
Uczestniczka igrzysk olimpijskich w Londynie w 2012 roku, gdzie dwukrotnie startowała w finałowych konkurencjach, zdobywając 6. miejsce na 200 m stylem dowolnym i 4. miejsce w sztafecie 4 × 100 m stylem zmiennym.
We wrześniu 2017 roku poślubiła rosyjskiego pływaka, Wiaczesława Andrusienko.